# Hauteville (Aisne)
Hauteville é uma comuna francesa na região administrativa de Altos da França, no departamento de Aisne. Estende-se por uma área de 7,1 km². Em 2010 a comuna tinha 175 habitantes (densidade: 24,6 hab./km²).